# اعلامیه اضطرار اقلیمی

کشورهایی که در آنها وضعیت اضطراری آب و هوایی اعلام شده‌است، از دسامبر ۲۰۲۰:

اعلامیه اضطرار اقلیمی یا اعلامیه وضعیت اضطراری اقلیمی اقدامی است که توسط دولت‌ها و دانشمندان برای اذعان به قرار گرفتن بشر در شرایط اضطراری آب و هوایی انجام می‌شود. نخستین اعلامیه توسط یک دولت محلی در دسامبر ۲۰۱۶ انجام شد. از آن زمان تاکنون بیش از ۲۱۰۰ دولت محلی در ۳۹ کشور اعلامیه‌های اضطراری آب و هوایی (از مه ۲۰۲۲) اعلام کرده‌اند. جمعیت تحت پوشش حوزه‌های قضایی که وضعیت اضطراری آب و هوایی را اعلام کرده‌اند به بیش از ۱ میلیارد شهروند می‌رسد.
در ۲۹ آوریل ۲۰۱۹، دولت ولز وضعیت اضطراری آب و هوایی اعلام کرد، که متعاقباً توسط پارلمان آن، مجلس شورای ملی ولز، در ۱ مه ۲۰۱۹ تصویب شد، زمانی که نخستین کشور در جهان بود که به‌ طور رسمی وضعیت اضطراری آب و هوایی را اعلام نمود.

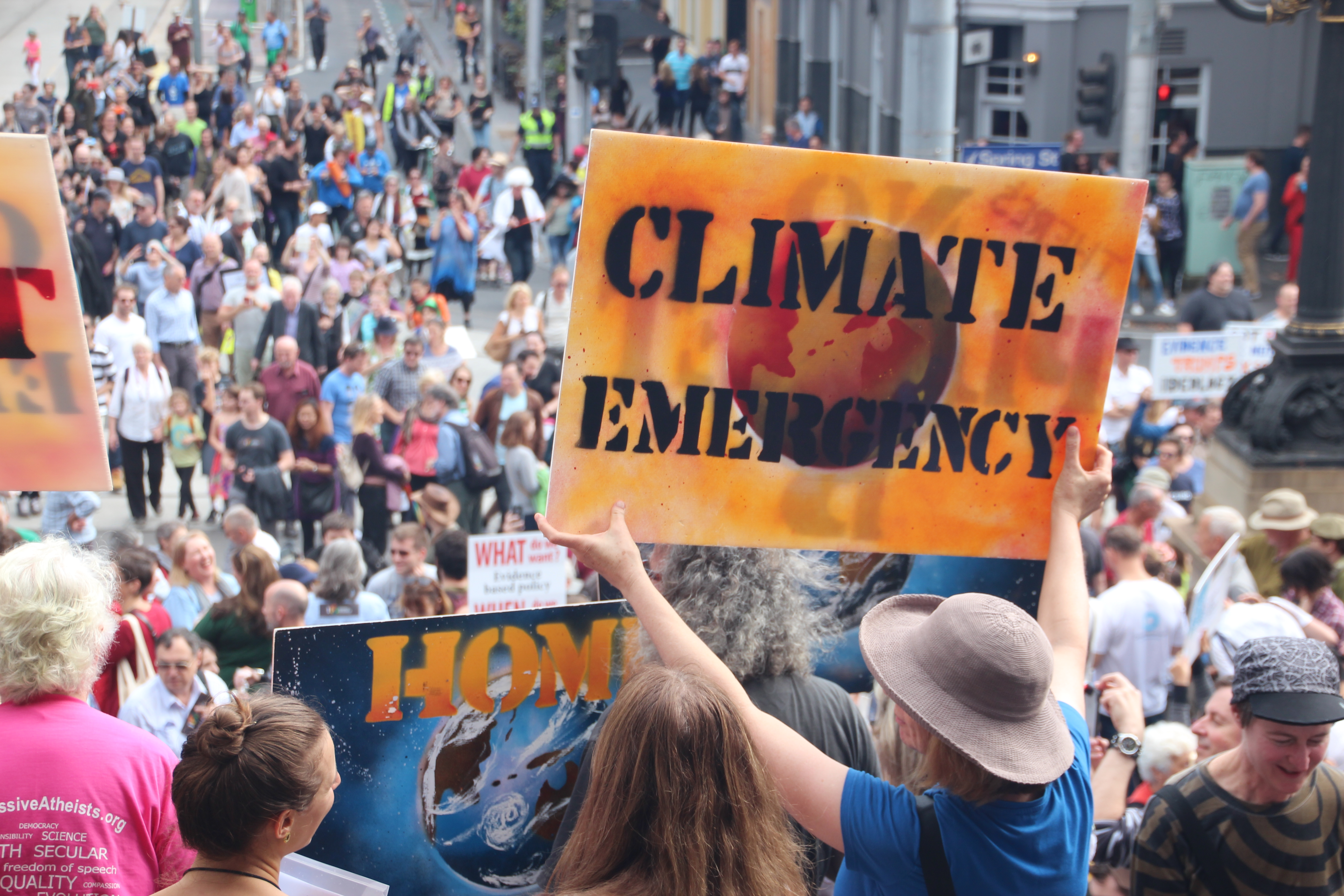
«وضعیت اضطراری آب و هوا» در ۲۲ آوریل ۲۰۱۷ در راهپیمایی سالانه علم در ملبورن استرالیا بر روی یک بنر اعلام شد.